# Albrecht Leistner
Carl Albrecht Leistner (* 6. November 1887 in Leipzig; † 24. Oktober 1950 ebenda) war ein deutscher Maler, Grafiker und Bildhauer.

## Leben

### Familie
Albrecht Leistner war der Sohn des Maßstab-Fabrikanten Emil Leistner (1843–1911) und dessen Ehefrau Hedwig Leistner geborene Reuschel (1852–1932). 1909 heiratete er Hermine Kiessig (1887–1964), die Tochter eines Leipziger Hotelbesitzers. Aus der Ehe gingen zwei Töchter und ein Sohn hervor: Leonore (1910–1997), Siegfried (1914–1970) und Isolde (1920–1989).

### Ausbildung
Nach dem Besuch der Bürgerschule und des Realgymnasiums begleitete Leistner zunächst seinen Vater auf ausgedehnten Reisen, die beide durch ganz Deutschland, in die skandinavischen Länder und nach Tirol führten. 1905 begab er sich auf eine mehrmonatige Bildungsreise nach Italien. Hier reifte sein Entschluss, sich ganz der Kunst zu widmen. Der Leipziger Illustrator Fedor Flinzer brachte ihm die Grundlagen des Zeichnens bei. An der Leipziger Kunstakademie waren Alois Kolb und Adolf Lehnert seine Lehrer. Anschließend studierte er zwei Semester Anatomie und bildete sich fortan autodidaktisch weiter.

### Schaffen

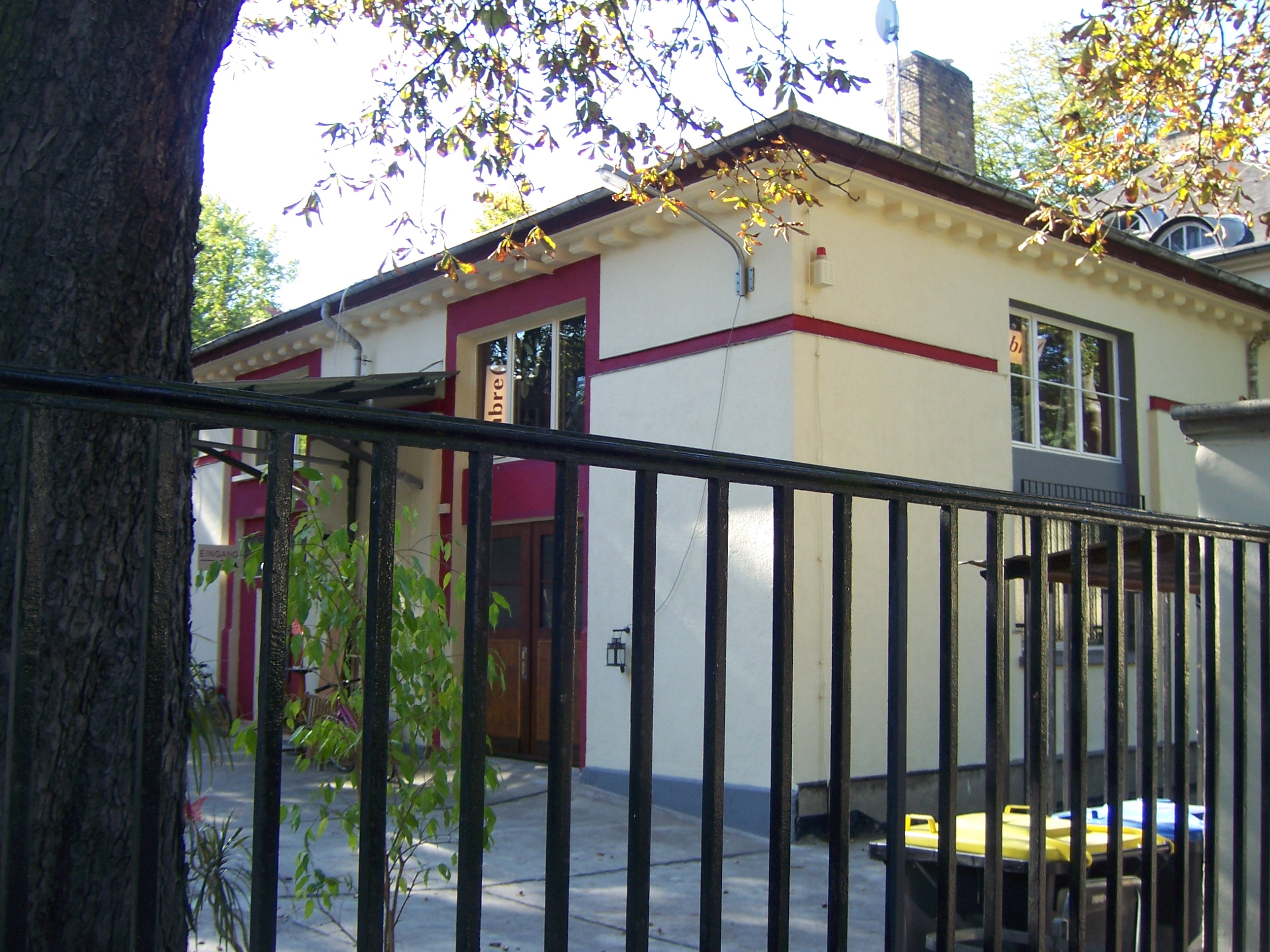
Atelierhaus von Albrecht Leistner in Leipzig, erbaut 1912

Als freischaffender Künstler widmete sich der begeisterte Bergsteiger zunächst der Hochgebirgsmalerei. Einen ersten Erfolg als Maler erzielte er 1902 auf der Turiner Weltausstellung, auf der er mit einer Bronzemedaille ausgezeichnet wurde.
In seiner Heimatstadt gehörte er 1910 zu den Gründungsmitgliedern der Leipziger Sezession und rief mit seinem Freund Max Klinger die Leipziger Jahresausstellungen für Kunst ins Leben. Außerdem war er Mitglied des Deutschen Künstlerbunds.
Durch Klinger wurde er zu ersten plastischen Arbeiten angeregt, die fortan zu seiner eigentlichen künstlerischen Ausdrucksform werden sollten. Sein Erstlingswerk, eine Richard-Wagner-Büste, wurde 1911 in Bronze und Gips ausgeformt und durch die Kunsthandlung P. H. Beyer & Sohn sehr erfolgreich verkauft. Anlässlich der 1914 in Leipzig stattfindenden Weltausstellung für Buchgewerbe und Grafik schuf er zwei Akt<nocwiki />gruppen, genannt Buchdruck und  Radierung. Die Allegorien fanden wegen ihrer humoristischen Darstellung großen Anklang.
Sein künstlerisches Schaffen wurde durch den Ersten Weltkrieg unterbrochen. Als Soldat erlebte er die Hölle von Verdun. Die Schrecken des Kriegs verarbeitete er künstlerisch in 50 Lithografien, die er als Mappe unter dem Titel Sieben Monate vor Verdun 1916. Erlebnisse aus dem Felde in 50 Steinzeichnungen erzählt von Albrecht Leistner in limitierter Auflage von 100 Stück veröffentlichte. 
In den 1920er Jahren erlebte Leistner den Höhepunkt seines Schaffens. Denkmäler, Büsten und Statuen in Bronze und Marmor, Reliefs und Plaketten sowie Grabmäler entstanden in großer Zahl. Dennoch geriet Leistner durch die Folgen der Weltwirtschaftskrise in finanzielle Schwierigkeiten, so dass er sein Haus, in dem sich auch sein Atelier befand, verkaufen musste.
In der Zeit des Nationalsozialismus war Leistner Mitglied der Reichskammer der bildenden Künste. Aufgrund seiner kritischen Haltung zum Nationalsozialismus erhielt er jedoch nur wenige Ausstellungsmöglichkeiten. Am 4. Dezember 1943 wurde sein Atelier in Leipzig durch Fliegerbomben schwer beschädigt. Durch weitere Kriegseinwirkungen wurde zudem 1944 ein großer Teil seiner ausgelagerten Werke vernichtet.

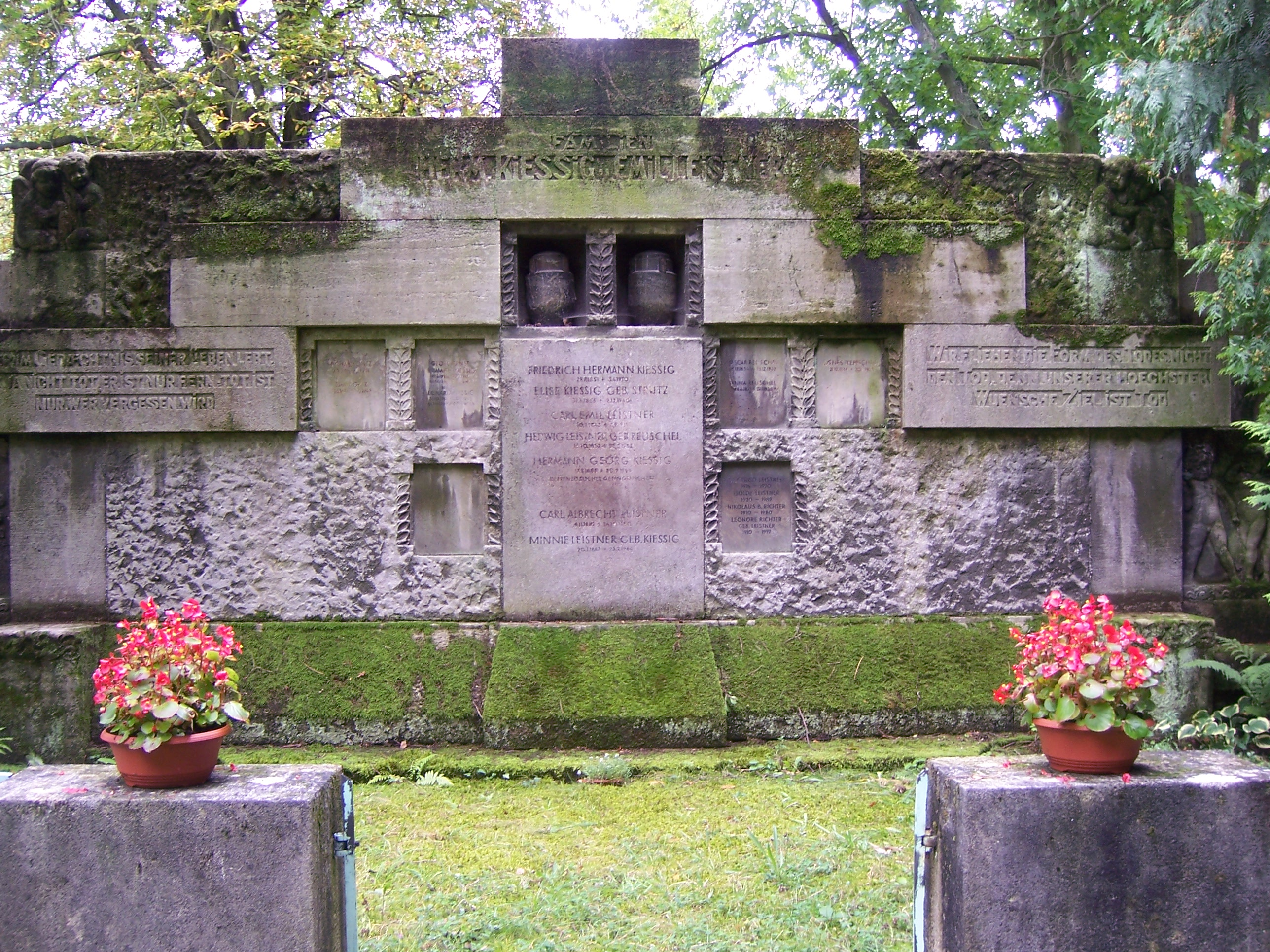
Familiengrab Kiessig / Leistner auf dem Südfriedhof in Leipzig

Der seit langer Zeit schwer an Gicht leidende und daher arbeitsunfähige Künstler starb wenige Jahre nach Kriegsende. Er wurde im Familiengrab Kiessig-Leistner, mit dessen künstlerische Ausgestaltung seinerzeit Reinhold Carl beauftragt worden war, auf dem Südfriedhof in Leipzig bestattet.

## Werk
- 1910: Nachtwache, Ölgemälde
- 1910: Spessart-Erinnerung, Ölgemälde
- 1911: Richard Wagner, Bronzebüste (Kopf) auf Marmorsockel
- 1914: Skulpturen Buchdruck und Radierung, Marmor
- 1914: Amazone, Marmor
- 1915: Fedor Flinzer, Bronzeplakette für das Grabmal auf dem Neuen Johannisfriedhof in Leipzig
- 1916: Friedhofsdenkmal in Amel
- 1916: Sieben Monate vor Verdun, Mappenwerk mit 50 Lithografien
- 1918: Kriegerdenkmal im Park des Krankenhauses St. Georg in Leipzig-Eutritzsch
- 1920: Max Klinger, Bronzebüste
- 1920: Max Klinger, Totenmaske und Abguss der Hände, Bronze
- 1921: Julius Klengel, Bronzebüste
- 1922: Skulptur Erwachen (Marmor) am Grabmal für Hermann Leistner auf dem Südfriedhof in Leipzig-Probstheida
- 1923: Hans Soltmann, Bronzebüste auf Marmorsockel
- 1923: Adolf von Strümpell, Marmorbüste
- 1924: Erwachende Blume (Marmor) am Grabmal für Robert Stamm auf dem Friedhof Ohlsdorf in Hamburg[2]
- 1925: Franz von Hoeßlin, Bronzebüste
- 1926: Kreishauptmann Heinrich Lange, Marmorbüste
- 1926: Eisblumen, Mappenwerk mit 10 Radierungen
- 1926: Johannes Brahms, Marmorbüste; 1938 auf der Großen Deutschen Kunstausstellung in München[3]
- 1927: Ludwig van Beethoven, Bronzebüste
- 1928: Ludwig van Beethoven, Marmorbüste
- 1928: Karl Straube, Bronzebüste
- 1930: Ludwig Wüllner, Marmorbüste
- 1933: Skulptur Auferstehung (Marmor) am Grabmal für Albert Böhme auf dem Südfriedhof in Leipzig-Probstheida
- 1938: Sommernachmittag (Schlierseer Berge), Ölgemälde
- 1938: Mondnacht, Ölgemälde

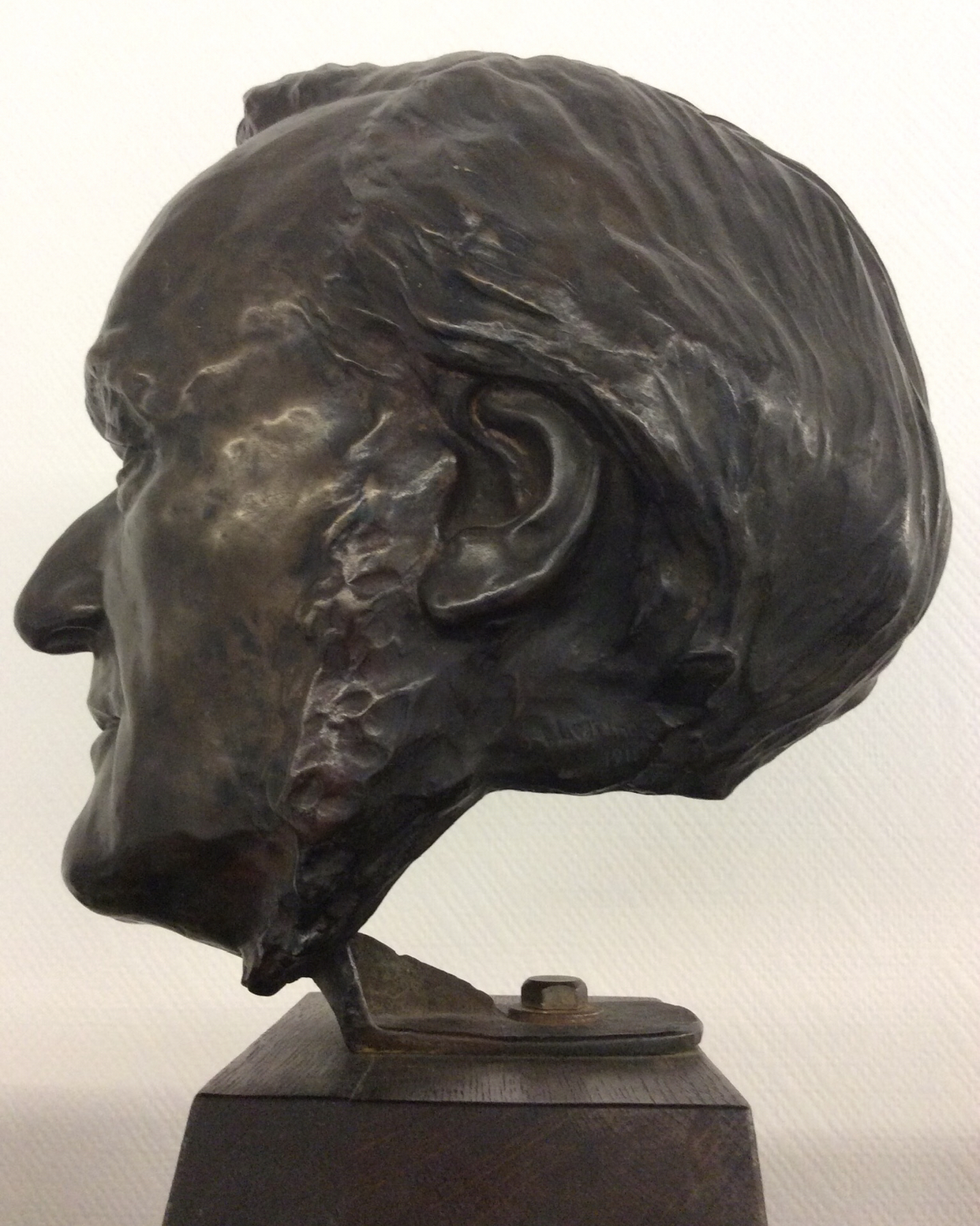
Richard Wagner, Bronze (1911)
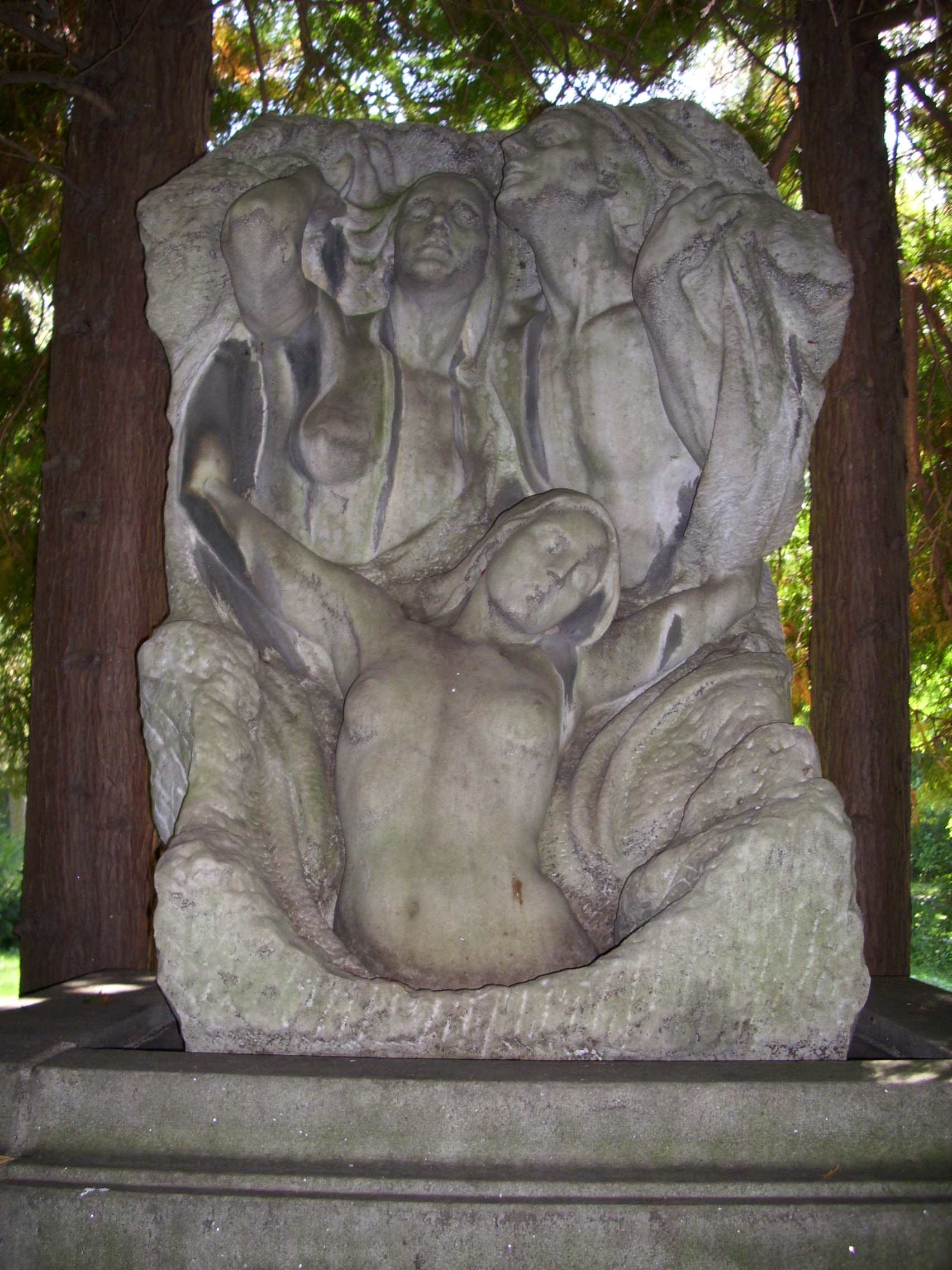
„Erwachen“, Grabmal Hermann Leistner auf dem Südfriedhof Leipzig (1922)
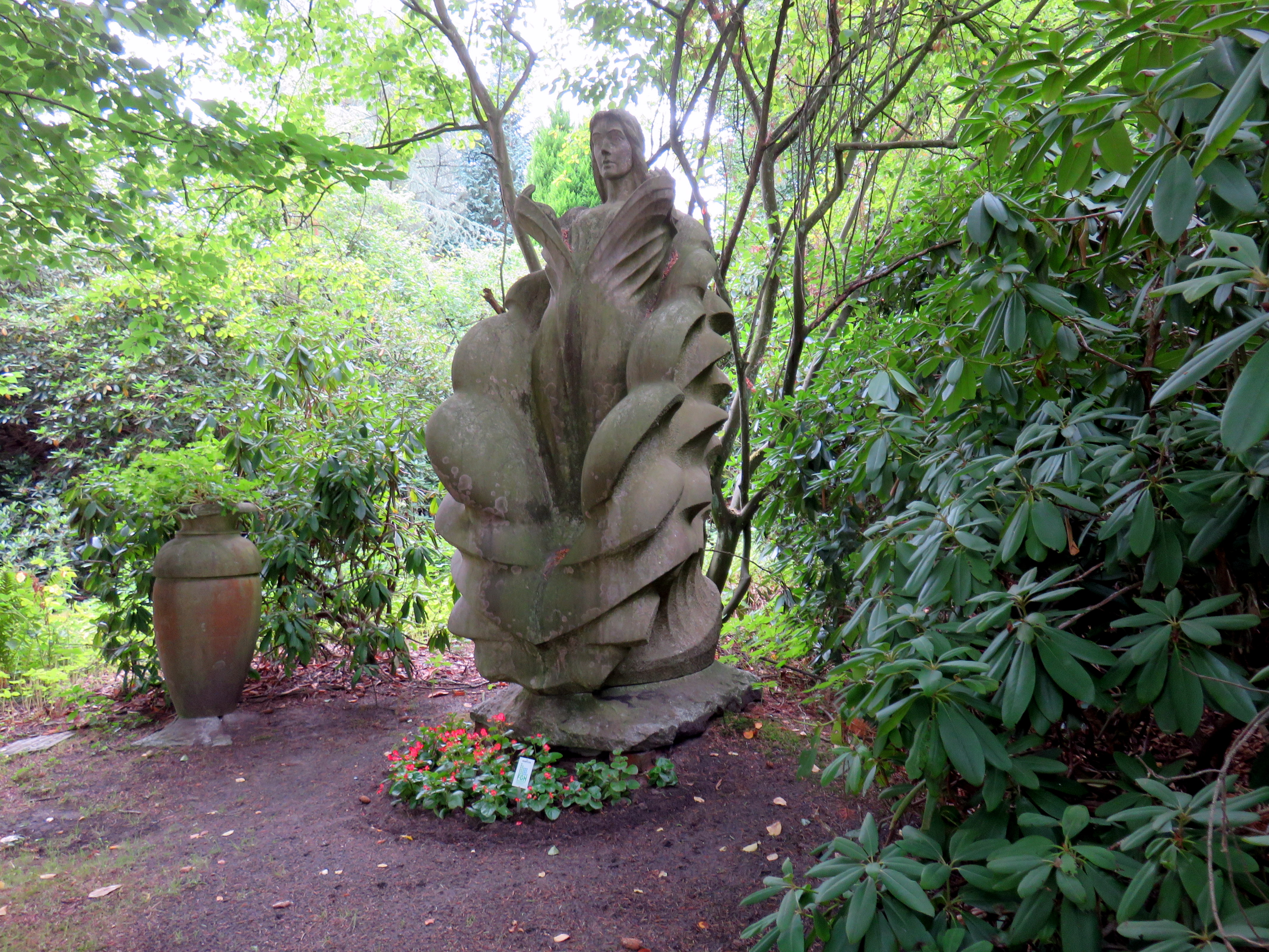
„Erwachende Blume“, Grabmal Stamm auf dem Friedhof Ohlsdorf in Hamburg (1924)
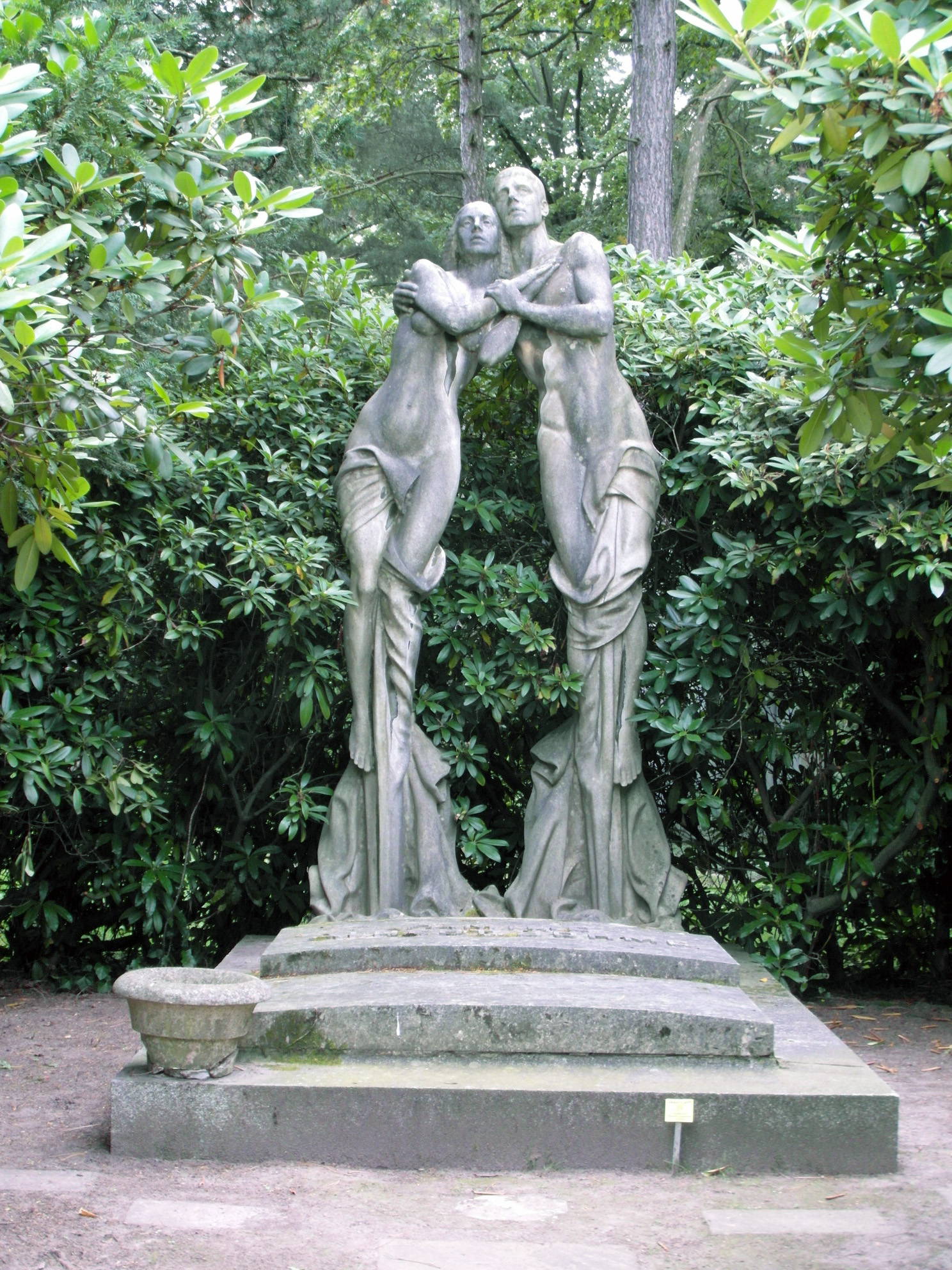
„Auferstehung“, Grabmal Böhme auf dem Südfriedhof in Leipzig (1933)
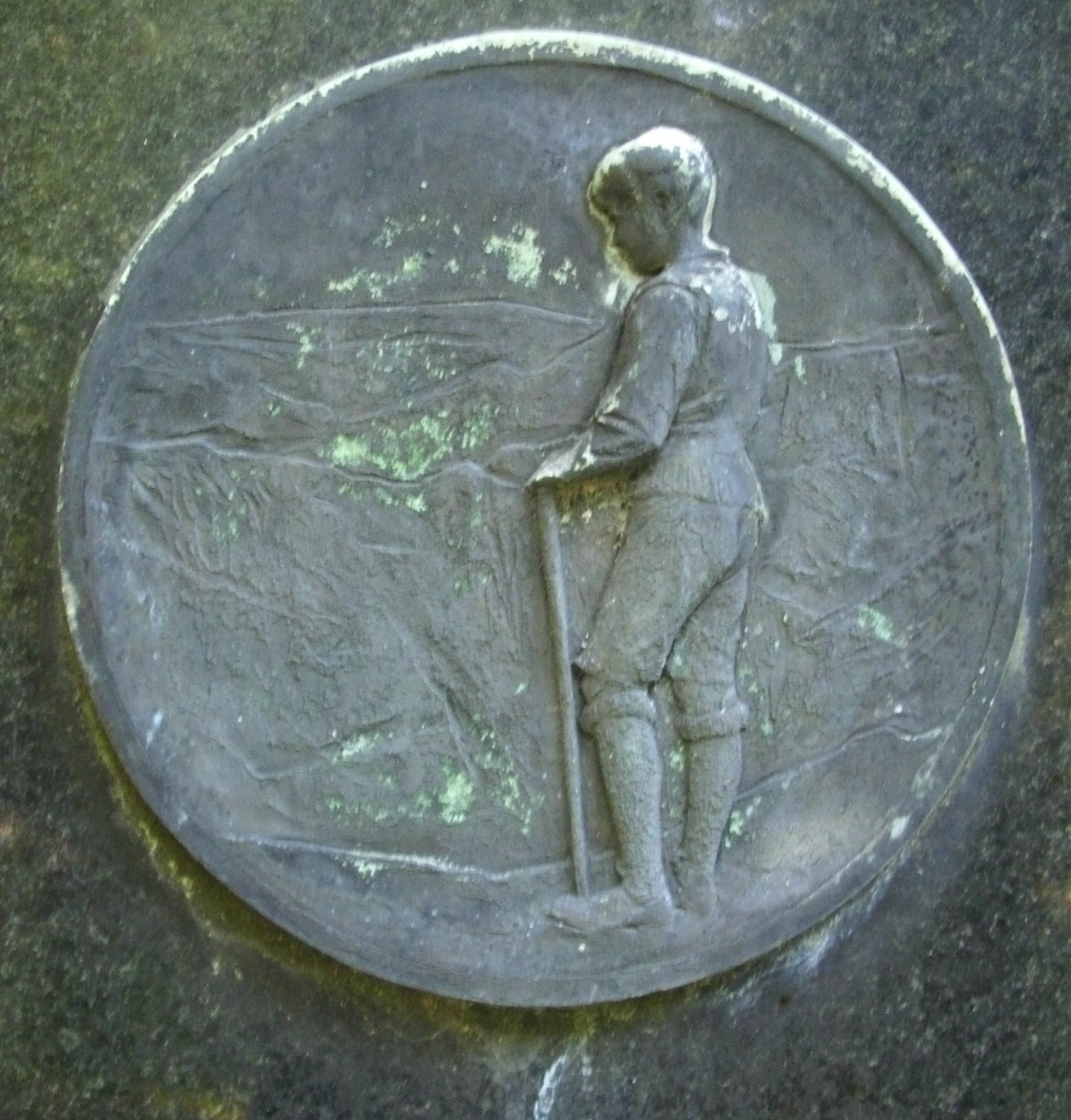
„Wandernder Knabe“, Grabmal auf dem Südfriedhof Leipzig (1933)

## Ausstellung in der Zeit des Nationalsozialismus
- 1937/1938: Leipzig, Museum der bildenden Künste („7. Große Leipziger Kunstausstellung. Leipziger Künstler unserer Zeit“)
- 1938: München, Große Deutsche Kunstausstellung
- 1938/1939: Leipzig, Leipziger Kunstverein („Jahresschau Leipziger Künstler“)
- 1940: Leipzig, Museum der bildenden Künste („Große Leipziger Kunstausstellung“)